# MTV Video Music Awards 2017
MTV Video Music Awards 2017 – trzydziesta czwarta gala rozdania nagród MTV Video Music Awards, która odbyła się 27 sierpnia 2017 roku w hali Kia Forum w Inglewood. Gala została wyemitowana na żywo przez MTV, MTV2, VH1, MTV Classic, BET, CMT, Comedy Central, Logo TV, Spike oraz TV Land, a poprowadziła ją Katy Perry. Nominacje ogłoszono 25 lipca 2017 roku. Najwięcej, bo aż osiem, otrzymał Kendrick Lamar, zaś na drugim miejscu uplasowali się The Weeknd i Katy Perry z pięcioma nominacjami.
Podczas tegorocznej gali zrezygnowano z kategorii Najlepszy żeński teledysk i Najlepszy męski teledysk na rzecz wyróżnienia dla Najlepszego artysty. 
Najwięcej nagród zdobył Kendrick Lamar. Raper otrzymał statuetki w sześciu kategoriach: Teledysk roku, Najlepszy teledysk hip-hopowy, Najlepsza kinematografia, Najlepsza reżyseria, Najlepsza dyrekcja artystyczna i Najlepsze efekty specjalne (wszystkie za „Humble.”). Ponadto nagrodę specjalną Video Vanguard Award imienia Michaela Jacksona otrzymała Pink.
Podczas imprezy nastąpiła premiera teledysku do singla Taylor Swift – „Look What You Made Me Do”.

## Gala
|                                     | \| Wykonawcy \| Piosenki \| \| Przed właściwym show \| Przed właściwym show \| \| ----------------------------------- \| ------------------------------------------------------------------------------------------------------------------------------------------------------------------------------------- \| \| Cardi B \| „Bodak Yellow” \| \| Bleachers \| „Don’t Take the Money” \| \| Khalid \| „Location” „Young Dumb And Broke” \| \| Właściwe show \| \| \| Kendrick Lamar \| „DNA.” „Humble.” \| \| Ed Sheeran Lil Uzi Vert \| „Shape of You” „XO Tour Llif3” \| \| Julia Michaels \| „Issues” \| \| Shawn Mendes \| „There’s Nothing Holdin’ Me Back” \| \| Lorde \| „Homemade Dynamite” \| \| Fifth Harmony Gucci Mane \| „Angel” „Down” \| \| Miley Cyrus \| „Younger Now” \| \| Demi Lovato \| „Sorry Not Sorry” \| \| Pink \| Medley - „Get the Party Started” - „Raise Your Glass” - „So What” - „Fuckin’ Perfect” - „Just Give Me a Reason” - „Don't Let Me Get Me” - „Blow Me (One Last Kiss)” - „What About Us” \| \| Kyle \| „iSpy” \| \| James Arthur \| „Say You Won’t Let Go” \| \| Alessia Cara \| „Scars to Your Beautiful” \| \| Logic Khalid Alessia Cara \| „1-800-273-8255” \| \| Thirty Seconds to Mars Travis Scott \| „Walk on Water” „Butterfly Effect” \| \| Rod Stewart DNCE \| „Da Ya Think I’m Sexy?” \| \| Katy Perry Nicki Minaj \| „Swish Swish” \| | Opracowano na podstawie materiału źródłowego. |
| Wykonawcy                           | Piosenki |                                               |
| Przed właściwym show                | |                                               |
| Cardi B                             | „Bodak Yellow” |                                               |
| Bleachers                           | „Don’t Take the Money” |                                               |
| Khalid                              | „Location” „Young Dumb And Broke” |                                               |
| Właściwe show                       | |                                               |
| Kendrick Lamar                      | „DNA.” „Humble.” |                                               |
| Ed Sheeran Lil Uzi Vert             | „Shape of You” „XO Tour Llif3” |                                               |
| Julia Michaels                      | „Issues” |                                               |
| Shawn Mendes                        | „There’s Nothing Holdin’ Me Back” |                                               |
| Lorde                               | „Homemade Dynamite” |                                               |
| Fifth Harmony Gucci Mane            | „Angel” „Down” |                                               |
| Miley Cyrus                         | „Younger Now” |                                               |
| Demi Lovato                         | „Sorry Not Sorry” |                                               |
| Pink                                | Medley - „Get the Party Started” - „Raise Your Glass” - „So What” - „Fuckin’ Perfect” - „Just Give Me a Reason” - „Don't Let Me Get Me” - „Blow Me (One Last Kiss)” - „What About Us” |                                               |
| Kyle                                | „iSpy” |                                               |
| James Arthur                        | „Say You Won’t Let Go” |                                               |
| Alessia Cara                        | „Scars to Your Beautiful” |                                               |
| Logic Khalid Alessia Cara           | „1-800-273-8255” |                                               |
| Thirty Seconds to Mars Travis Scott | „Walk on Water” „Butterfly Effect” |                                               |
| Rod Stewart DNCE                    | „Da Ya Think I’m Sexy?” |                                               |
| Katy Perry Nicki Minaj              | „Swish Swish” |                                               |

## Nagrody i nominacje
Opracowano na podstawie materiału źródłowego.

### Teledysk roku
- Kendrick Lamar – „Humble.”
  - Bruno Mars – „24K Magic”
  - Alessia Cara – „Scars to Your Beautiful”
  - DJ Khaled (featuring Rihanna i Bryson Tiller) – „Wild Thoughts”
  - The Weeknd – „Reminder”

### Artysta roku
- Ed Sheeran
  - Bruno Mars
  - Kendrick Lamar
  - Ariana Grande
  - Lorde
  - The Weeknd

### Najlepszy nowy artysta
- Khalid
  - Kodak Black
  - SZA
  - Young M.A
  - Julia Michaels
  - Noah Cyrus

### Najlepsza współpraca
- Zayn i Taylor Swift – „I Don’t Wanna Live Forever (Fifty Shades Darker)”
  - Charlie Puth (featuring Selena Gomez) – „We Don’t Talk Anymore”
  - DJ Khaled (featuring Rihanna i Bryson Tiller) – „Wild Thoughts”
  - D.R.A.M. (featuring Lil Yachty) – „Broccoli”
  - The Chainsmokers (featuring Halsey) – „Closer”
  - Calvin Harris (featuring Pharrell Williams, Katy Perry i Big Sean) – „Feels”

### Najlepszy teledysk popowy
- Fifth Harmony (featuring Gucci Mane) – „Down”
  - Shawn Mendes – „Treat You Better”
  - Ed Sheeran – „Shape of You”
  - Harry Styles – „Sign of the Times”
  - Katy Perry (featuring Skip Marley) – „Chained to the Rhythm”
  - Miley Cyrus – „Malibu”

### Najlepszy teledysk hip-hopowy
- Kendrick Lamar – „Humble.”
  - Big Sean – „Bounce Back”
  - Chance the Rapper – „Same Drugs”
  - DJ Khaled (featuring Justin Bieber, Quavo, Chance the Rapper i Lil Wayne) – „I’m the One”
  - D.R.A.M. (featuring Lil Yachty) – „Broccoli”
  - Migos (featuring Lil Uzi Vert) – „Bad and Boujee”

### Najlepszy teledysk dance
- Zedd i Alessia Cara – „Stay”
  - Kygo i Selena Gomez – „It Ain’t Me”
  - Calvin Harris – „My Way”
  - Major Lazer (featuring Justin Bieber and MØ) – „Cold Water”
  - Afrojack (featuring Ty Dolla $ign) – „Gone”

### Najlepszy teledysk rockowy
- Twenty One Pilots – „Heavydirtysoul”
  - Coldplay – „A Head Full of Dreams”
  - Fall Out Boy – „Young and Menace”
  - Green Day – „Bang Bang”
  - Foo Fighters – „Run”

### Najlepsza walka przeciwko systemowi
- Logic (featuring Damian Lemar Hudson) – „Black Spiderman”
- The Hamilton Mixtape – „Immigrants (We Get the Job Done)”
- Big Sean – „Light”
- Alessia Cara – „Scars to Your Beautiful”
- Taboo (featuring Shailene Woodley) – „Stand Up / Stand N Rock #NoDAPL”
- John Legend – „Surefire”

### Najlepsza kinematografia
- Kendrick Lamar – „Humble.” (Zdjęcia: Scott Cunningham)
  - Imagine Dragons – „Thunder” (Zdjęcia: Matthew Wise)
  - Ed Sheeran – „Castle on the Hill” (Zdjęcia: Steve Annis)
  - DJ Shadow (featuring Run the Jewels) – „Nobody Speak” (Zdjęcia: David Proctor)
  - Halsey – „Now or Never” (Zdjęcia: Kristof Brandl)

### Najlepsza reżyseria
- Kendrick Lamar – „Humble.” (Reżyserzy: Dave Meyers i The Little Homies)
  - Katy Perry (featuring Skip Marley) – „Chained to the Rhythm” (Reżyser: Mathew Cullen)
  - Bruno Mars – „24K Magic” (Reżyserzy: Cameron Duddy i Bruno Mars)
  - Alessia Cara – „Scars to Your Beautiful” (Reżyser: Aaron A)
  - The Weeknd – „Reminder” (Reżyser: Glenn Michael)

### Najlepsza dyrekcja artystyczna
- Kendrick Lamar – „Humble.” (Dyrektor artystyczny: Spencer Graves)
  - Bruno Mars – „24K Magic” (Dyrektor artystyczny: Alex Delgado)
  - Katy Perry (featuring Migos) – „Bon Appétit” (Dyrektor artystyczny: Natalie Groce)
  - DJ Khaled (featuring Rihanna i Bryson Tiller) – „Wild Thoughts” (Dyrektor artystyczny: Damian Fyffe)
  - The Weeknd – „Reminder” (Dyrektorzy artystyczni: Lamar C Taylor i Christo Anesti)

### Najlepsze efekty specjalne
- Kendrick Lamar – „Humble.” (Efekty specjalne: Jonah Hall of Timber)
  - A Tribe Called Quest – „Dis Generation” (Efekty specjalne: Brandon Hirzel of Bemo)
  - KYLE (featuring Lil Yachty) – „iSpy” (Efekty specjalne: Max Colt i Tomash Kuzmytskyi of GloriaFX)
  - Katy Perry (featuring Skip Marley) – „Chained to the Rhythm” (Efekty specjalne: MIRADA)
  - Harry Styles – „Sign of the Times” (Efekty specjalne: Cédric Nivoliez of ONE MORE)

### Najlepsza choreografia
- Kanye West – „Fade” (Choreografowie: Teyana Taylor, Guapo, Jae Blaze i Derek „Bentley” Watkins)
  - Ariana Grande (featuring Nicki Minaj) – „Side to Side” (Choreografowie: Brian i Scott Nicholson)
  - Kendrick Lamar – „Humble.” (Choreograf: Dave Meyers)
  - Sia – „The Greatest” (Choreograf: Ryan Heffington)
  - Fifth Harmony (featuring Gucci Mane) – „Down” (Choreograf: Sean Bankhead)

### Najlepszy montaż
- Young Thug – „Wyclef Jean” (Montażyści: Ryan Staake i Eric Degliomini)
  - Future – „Mask Off” (Montażysta: Vinnie Hobbs of VHPost)
  - Lorde – „Green Light” (Montażysta: Nate Gross of Exile Edit)
  - The Chainsmokers (featuring Halsey) – „Closer” (Montażysta: Jennifer Kennedy)
  - The Weeknd – „Reminder” (Montażysta: Red Barbaza)

### Najlepsza piosenka wakacji
- Lil Uzi Vert – „XO Tour Llif3”
  - Ed Sheeran – „Shape of You”
  - Luis Fonsi i Daddy Yankee (featuring Justin Bieber) – „Despacito (Remix)”
  - Shawn Mendes – „There’s Nothing Holdin’ Me Back”
  - Fifth Harmony (featuring Gucci Mane) – „Down”
  - Camila Cabello (featuring Quavo) – „OMG”
  - DJ Khaled (featuring Rihanna i Bryson Tiller) – „Wild Thoughts”
  - Demi Lovato – „Sorry Not Sorry”

### MTV Video Vanguard Award
- Pink[4]